# Личківська волость
Личківська волость — адміністративно-територіальна одиниця Новомосковського повіту Катеринославської губернії.
Станом на 1886 рік — складалася з 3 поселень, 3 сільських громад. Населення — 2567 особи (1294 осіб чоловічої статі та 1273 — жіночої), 506 дворових господарств.
|                     | Площа, десятин | У тому числі орної, десятин |
| ------------------- | -------------- | --------------------------- |
| Сільських громад    | 3974           | 3144                        |
| Приватної власності | 3062           | —                           |
| Іншої власності     | 240            | 240                         |
| Загалом             | 18520          | 6446                        |

Найбільші поселення волості:
- Личкове — село при річці Орель в 60 верстах від повітового міста, 1535 осіб, 299 дворів, православна церква, школа, лавка, 4 ярмарки на рік, трактир. За 7 верст — механічний завод.
- Козирщіна — село при річці Орель, 802 осіб, 175 дворів, православна церква.